# Gaston Moulin
Gaston Jules Moulin (Antwerpen, 18 juni 1911 - Brussel, 7 september 1981) was een Belgisch politicus voor de PCB en vervolgens het FDF-RW.

## Levensloop
Moulin behaalde het diploma van landbouwingenieur in Gembloux (Gembloers) in 1934.
Hij werd gemobiliseerd in september 1939 en werd door de Duitsers gevangen genomen in De Panne in juni 1940. Hij was bevrijd in januari 1942 en neemde deel aan het verzet in de regio Waremme.
In 1944 creëerde hij in Wallonië met enkele vrienden een boerenunie “MDP: Mouvement de défense paysanne” (boerenverdedigingsbeweging) waarvan hij tot 1954 algemeen secretaris werd. In 1944 werd hij ook lid van de communistische partij PCB-KPB. In 1951 trad hij toe tot het Centraal Comité van de partij. In 1954 nam hij actief deel aan het congres van Vilvoorde, dat een nieuwe niet-stalinistische politieke lijn aannam en werd lid van het politiek bureau.
Van 1958 tot 1961 zetelde Moulin voor het arrondissement Nijvel in de Kamer van volksvertegenwoordigers. Vervolgens was hij van 1961 tot 1965 volksvertegenwoordiger voor het arrondissement Brussel ter opvolging van Jean Blume. Van 1968 tot januari 1971 was hij opnieuw Kamerlid. In januari 1971 nam hij ontslag om te worden opgevolgd door Louis Van Geyt.
Hij vertrok in onmin bij de communisten en werd bij de wetgevende verkiezingen van november 1971 verkozen tot volksvertegenwoordiger voor het arrondissement Brussel op een kieslijst FDF-RW. Hij bleef dit mandaat vervullen tot in 1974 en verliet toen de politiek.